# Mosaizist

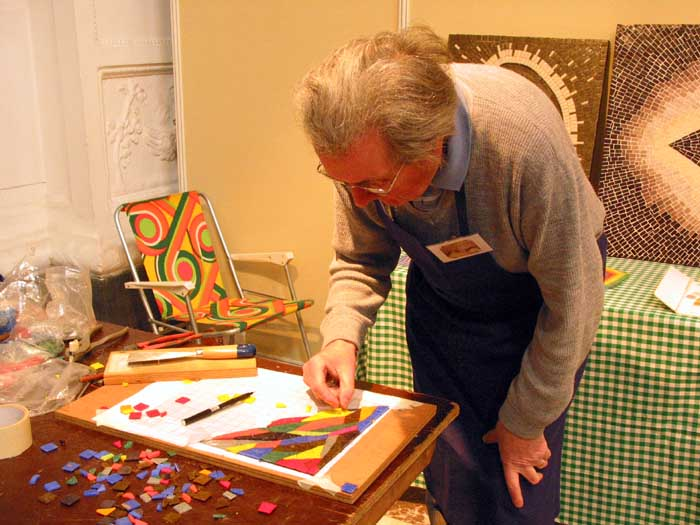
Moderner Mosaizist bei der Ausführung eines Mosaiks

Ein Mosaizist ist ein Kunsthandwerker, der Mosaike gestaltet und ausführt. Zahlreiche Mosaizisten des Altertums haben ihre Arbeiten signiert.
Für die Pflege der Arbeiten im Petersdom in Rom sind an der dortigen Bauhütte acht Mosaizisten fest angestellt. Eine weltweit bekannte Schule für Mosaikgestaltung befindet sich in Madaba, Jordanien.

## Bekannte Mosaizisten
siehe Kategorie:Mosaikkünstler

## Bekannte Mosaikwerkstätten
- Mayer’sche Hofkunstanstalt
- Puhl & Wagner
- Rheinische Mosaikwerkstätte